# Franziska Pohlmann

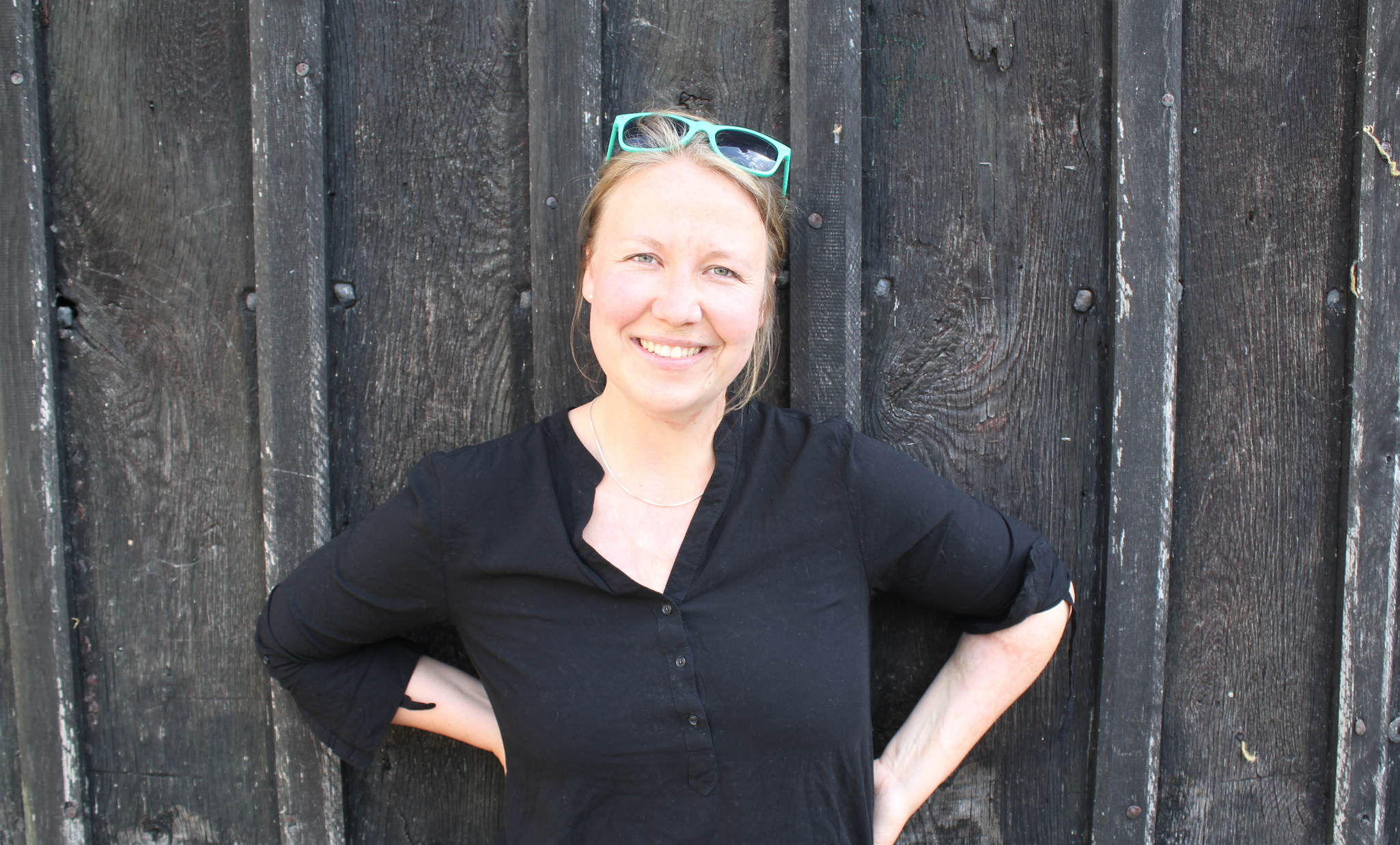
Franziska Pohlmann

Franziska Pohlmann (* 1985 in Hamburg) ist eine deutsche Regisseurin, Filmproduzentin, Drehbuchautorin und Komponistin.

## Leben
Franziska Pohlmann wuchs als Tochter von Harald Wohlrapp und Johanna Pohlmann (Lehrerin und Trainerin für Persönlichkeitsentwicklung) in Hamburg und Schleswig-Holstein auf.
Sie studierte Angewandte Kulturwissenschaften an der Leuphana Universität Lüneburg und produzierte währenddessen mehrere Musiktheaterstücke. Neben ihrer Ausbildung wirkte sie unter anderem in Produktionen am Deutschen Schauspielhaus in Hamburg (u. a. in René Polleschs Mädchen In Uniform; Die Dreigroschenoper), an der Staatsoper Hamburg, sowie dem Theater Lüneburg mit. Ihre Arbeiten zeichnen sich durch einen ganzheitlichen Ansatz aus, bei dem die Musik stets eine entscheidende Rolle spielt. 2013 bekam sie ein Stipendium im Haus der jungen Produzenten im Studio Hamburg und hat mit Die Krone von Arkus ihr Spielfilmdebüt geschrieben und produziert. Neben dem deutschlandweiten Kinostart im Dezember 2015 war der Film auf diversen internationalen Kinderfilmfestivals eingeladen und wird national sowie international vertrieben. Für diesen Film war Pohlmann u. a. für den Deutschen Regiepreis Metropolis 2015 in der Kategorie „Beste Regie Kinder-/Jugendfilm“ vom Bundesverband Regie nominiert, in welchem sie Mitglied ist. Seit 2017 lebt Franziska Pohlmann in Weimar.

## Theater
- 2007: Integration Generation – (Buch, Regie, Musik, Produktion)
- 2007: Saraja & Morius – (Buch, Regie, Musik, Produktion)
- 2009: Wa(h)re Jugend – (Buch, Regie, Musik, Produktion)
- 2009: Von wegen – (Komposition, Musikalische Leitung)
- 2010: Linie 1 – (Musikalische Leitung)
- 2011: The Unknown Mass – (Buch, Regie, Musik, Produktion)
- 2012: Spring Awakening – (Musikalische Leitung)

## Film
- 2012: Die Stimme der Freiheit – 30 min (Buch, Regie, Musik, Produktion)
- 2015: Die Krone von Arkus –  95 min (Buch, Regie, Musik, Produktion)
- 2017: Der NSU Prozess. Das Protokoll des vierten Jahres – 85 min (Regie)
- 2017: Schloss Einstein – Regie (Saxonia Media)[3]